# Umbrella (пісня Ріанни)
«Umbrella» (укр. Парасолька) — перший сингл барбадоської співачки Ріанни з її третього студійного альбому Good Girl Gone Bad, записаний з участю Jay-Z і випущений 29 березня 2007 року. Пісня стала одним з головних хітів 2007 року, 7 тижнів очолювала хіт-парад Billboard Hot 100 в США (зайнявши там друге місце за підсумками року) і 10 тижнів підряд була лідером у Великій Британії.

## Історія
Christopher «Tricky» Stewart, Terius «The-Dream» Nash і Kuk Harrell зібрались разом в Triangle Studios (Атланта) для запису нового матеріалу. Спочатку планувалось, що пісню запише поп-співачка Брітні Спірс, з якою Christopher «Tricky» Stewart вже раніше працював при створенні пісні 2003 року «Me Against the Music». Однак, Брітні навіть не встигла послухати нову пісню, так як її фірма звукозапису відхилила пропозицію, посилаючись на те, що в Спірс вже достатньо свого матеріалу для її тоді записуваного альбому Blackout.
В результаті пісня стала проривом року і одним з найяскравіших явищ масової культури 2007 року. Вона очолила хіт-паради багатьох країн світу (США, Велика Британія, Австралія, Канада, Німеччина, Франція та ін.). Її переписали в різних варіантах (ремікси, кавер-версії тощо) сотні артистів, серед них: Children of Bodom, Manic Street Preachers, JLS, Bare Egil, Терра Наомі, Джеймі Каллам, Майк Шинода з гурту Linkin Park, The Mint Chicks, McFly, Lillasyster, Plain White T's, Керрі Андервуд, Кіт Урбан, OneRepublic, Sara Bareilles, Cláudia Leitte, Менді Мур My Chemical Romance, Tegan and Sara,, Аманда Палмер, Сьєша Меркадо, Наталі Гаучі, illScarlett, All Time Low, Тейлор Свіфт, Бентлі Джоунз, Boyce Avenue, The Baseballs (Finnish Single Chart № 1 — листопад 2009), Vanilla Sky, Elli Noise. Також Ріанна виконувала цю пісню на церемоніях MTV Movie Awards 2007 року і BRIT Awards 2008 року і була заключною піснею під час турів Good Girl Gone Bad Tour (2008), Last Girl on Earth Tour (2010) і Loud Tour (2011). Також вона була у трек-листі її світового турне Diamonds World Tour (2013).

## Відеокліп
Відеокліп на пісню Umbrella був знятий 13 квітня 2007 року в районі Лос-Анджелесу, Каліфорнія. Прем'єра відео відбулась 26 квітня на сайті співачки, але воно ще не було закінченим. Фінальна версія (відома як Orange Version) була випущена 11 травня 2007 року. Режисером кліпу був Кріс Еплбаум. В кліпі Ріанна зображена в кількох образах: добра дівчинка (в білій сукні), погана дівчинка (в чорній сукні, з довгими чорними нігтями), диявол (повністю гола, покрита срібною фарбою). Також у кліпі Ріанна танцює як балерина, на кінчиках пальців ніг.

## Формати і треклісти
| US Promo Only CD single 1. «Umbrella» featuring Jay-Z — 4:14 2. «Umbrella» (No Rap Edit) — 4:00 Australian, European Cd single 1. «Umbrella» (Radio Edit) — 4:14 2. «Umbrella» (Seamus Haji & Paul Emanuel Radio Edit) — 3:59 EU enhanced Maxi-CD single GR enhanced CD single 1. «Umbrella» (Radio Edit) — 4:14 2. «Umbrella» (Seamus Haji & Paul Emanuel Remix) — 4:01 3. «Umbrella» (The Lindbergh Palace Remix) — 7:54 4. «Umbrella» (Video Enhancment) American 12" vinyl Sides A & B 1. «Umbrella» (Radio Edit) — 4:14 2. «Umbrella» (Radio Instrumental) — 4:17 European 12" vinyl Side A 1. «Umbrella» (Seamus Haji & Paul Emanuel Remix) — 4:01 Side B 1. «Umbrella» (Radio Edit) — 4:14 2. «Umbrella» (Instrumental) — 4:37 | American, Brazilian promo CD single 1. «Umbrella» (Seamus Haji & Paul Emanuel Radio Edit) — 3:59 2. «Umbrella» (Jody Den Broeder Lush Radio Edit) — 4:42 3. «Umbrella» (Jody Den Broeder Destruction Radio Edit) — 4:25 4. «Umbrella» (The Lindbergh Palace Radio Edit) — 3:54 5. «Umbrella» (Seamus Haji & Paul Emanuel Club Remix) — 6:35 6. «Umbrella» (Jody Den Broeder Lush Club Remix) — 9:11 7. «Umbrella» (Jody Den Broeder Destruction Remix) — 7:56 8. «Umbrella» (The Lindbergh Palace Remix) — 7:54 9. «Umbrella» (The Lindbergh Palace Dub Remix) — 6:46 British promo CD single 1. «Umbrella» (Seamus Haji Club Mix) — 6:37 2. «Umbrella» (Jody Den Broeder Club Mix) — 9:13 3. «Umbrella» (The Lindbergh Palace Remix) — 7:54 4. «Umbrella» (Jody Den Broeder Electric Club Remix) — 7:57 5. «Umbrella» (The Lindbergh Palace Dub Remix) — 6:46 6. «Umbrella» (Seamus Haji Radio Edit) — 4:01 7. «Umbrella» (The Lindbergh Palace Radio Edit) — 3:54 |

## Нагороди
- Премія в категорії Найкраща спільна робота в стилі реп — 50-а церемонія «Греммі» (2008) і номінації в категоріях Пісня року і Запис року.[7][8]
- Пісня № 2 2007 року (Billboard 2007).
- Пісня № 1 2007 року (10 Best Singles of 2007 — журнал Entertainment Weekly).[9][10]
- Пісня № 3 2007 року (100 Best Songs of 2007 — журнал Rolling Stone).[11]
- Пісня № 3 2007 року (Top 10 Songs of 2007 — журнал Time).[12]

## Положення в чартах
Пісня поставила рекорд десятиліття і XXI століття у Великій Британії, де в національному хіт-параді вона протрималась на першому місці 10 тижнів підряд.

### Національні чарти
| Чарт (2007)                          | Найкраще положення |
| ------------------------------------ | ------------------ |
| Australian ARIA Singles Chart        | 1                  |
| Austrian Singles Chart               | 1                  |
| Belgian Singles Chart (Flanders)     | 1                  |
| Belgian Singles Chart (Wallonia)     | 3                  |
| Canadian Hot 100                     | 1                  |
| Danish Singles Chart                 | 8                  |
| Dutch Singles Chart                  | 2                  |
| Finnish Singles Chart                | 2                  |
| French Singles Chart                 | 6                  |
| German Singles Chart                 | 1                  |
| Irish Singles Chart                  | 1                  |
| Italian Singles Chart                | 3                  |
| New Zealand RIANZ Singles Chart      | 1                  |
| Norwegian Singles Chart              | 1                  |
| Romanian Singles Chart               | 1                  |
| Russian Singles Chart                | 2                  |
| Spanish Singles Chart                | 1                  |
| Swedish Singles Chart                | 2                  |
| Swiss Singles Chart                  | 1                  |
| Turkish Singles Chart                | 1                  |
| Ukraine Top 40                       | 1                  |
| UK Singles Chart                     | 1                  |
| U.S. Billboard Hot 100               | 1                  |
| U.S. Billboard Hot Dance Club Play   | 1                  |
| U.S. Billboard Hot R&B/Hip-Hop Songs | 4                  |
| U.S. Billboard Pop 100               | 1                  |

| Чарт десятиліття (2000—2009)                 | Найкраще місце |
| -------------------------------------------- | -------------- |
| UK Top 100 Songs of the Decade               | 33             |
| U.S. Billboard Hot 100 Songs of the Decade   | 57             |
| U.S. Billboard Radio Songs of the Decade     | 75             |
| U.S. Billboard Digital Songs of the Decade   | 27             |
| U.S. Billboard Ringtones of the Decade       | 29             |
| Rolling Stone's 100 Best Songs of the Decade | 23             |

### Позиції в кінці року
| Чарт (2007)                           | Позиція |
| ------------------------------------- | ------- |
| U.S. Billboard Hot 100                | 2       |
| Україна (Український музичний альянс) | 22      |

### Сертифікація
| Країна                | Сертифікація | Продано синглів |
| --------------------- | ------------ | --------------- |
| Австралія             | Platinum     | 70,000          |
| Бельгія               | Platinum     | 30,000          |
| Данія                 | Gold         | 30,000          |
| Фінляндія             | Platinum     | 10,000          |
| Німеччина             | Platinum     | 300,000         |
| Нова Зеландія         | Platinum     | 15,000          |
| Іспанія               | 8x Platinum  | 320,000         |
| Швейцарія             | Gold         | 15,000          |
| Сполучене Королівство | Platinum     | 600,000         |
| США                   | 3x Platinum  | 3,000,000       |